# Árfolyamrendszer
Az árfolyamrendszer az a mód, amelyen egy ország saját fizetőeszközének viszonyait kialakítja más devizákhoz, illetve a devizapiachoz.

## Típusai
Jeffrey A. Frankel közgazdász kategóriarendszere alapján a következő árfolyamrendszereket különböztethetjük meg:
- a rugalmas árfolyamrendszerek (lebegtetés)
- és a rögzített (fix) árfolyamrendszerek
- illetve a kettő közötti átmeneti típusok (köztes árfolyamrendszerek)

A rugalmas árfolyamrendszerekben a piac határozza meg a hazai deviza árfolyamainak mozgását, a fix árfolyamrendszerekben azonban az árfolyamát valamely más devizához vagy devizákhoz kötik. A köztes típusok nagyon közel állhatnak akár a rugalmas, akár a rögzített rendszerhez. A rugalmas árfolyamrendszerekben is fenn szokták tartani a központi bankok számára a beavatkozás (devizapiaci intervenció) lehetőségét, az intervenciótól teljesen mentes rendszer hosszabb távon nagyon ritka.

### Lebegő árfolyamrendszerek
A lebegő árfolyamrendszer vagy rugalmas árfolyamrendszer egyike az árfolyamrendszerek három fő típusának, amelyben az adott deviza árfolyamát a piacok határozzák meg. A rugalmas árfolyamrendszerben kereskedő fizetőeszközt lebegő devizának nevezik. A lebegtetés ellenkezője és egyben az árfolyamrendszerek másik fő típusa a rögzített árfolyamrendszer. (A harmadik típus a köztes árfolyamrendszer.)
Piaci körülmények közt, nem átmeneti állapotban lévő gazdaságok esetében a közgazdászok általában a lebegő árfolyamrendszert tartják kívánatosnak, vannak azonban olyan körülményekkel rendelkező gazdaságok, amelyek számára más típusú árfolyamrendszer az ideális.
Rugalmas árfolyamrendszer esetén a fizetőeszköz árfolyama szabadon 'lebeghet', abba a jegybank monetáris és a kormány fiskális politikával belenyúlni nem kíván. Az árfolyamot kizárólag a keresleti és kínálati hatások befolyásolják.
- Szabad lebegtetés
- Menedzselt lebegtetés

### Köztes rendszerek
- Árfolyamsáv
  - Bergsten-Williamson célsáv (fundamentális egyensúlyi árfolyam)
  - Krugman-ERM célsáv (rögzített nominális középparitás)
- Csúszó leértékelés
  - Indexált
  - Előre bejelentett csúszás (spanyolul tablita)
- Kosárhoz kötött
- Igazítható

### Rögzített árfolyamrendszer
- Devizatanács
- Dollarizáció (vagy euróizáció)
- Monetáris unió

## Az árfolyamrendszer megválasztásának szempontjai
Egy adott gazdaság árfolyamrendszer-választását számos szempont határozhatja meg. Néhány fontos szempont:
- Nyitott vagy zárt gazdaságról van szó
- Mekkora a gazdaság mérete
- Milyen a hazai termelés, illetve a gazdaság export és import viszonyainak szerkezet
- Mennyire fejlett és kifinomult az adott valuta piaca
- Milyen mértékben liberalizált (a külföldiek számára nyitott) a gazdaság nemzetközi pénz- és tőkeforgalma
- Mekkora az infláció szintje a fő külpiaci partnerekhez viszonyítva

## Az EMU
Az Európai Unió árfolyamrendszere monetáris unió, vagy valutaunió: az Európai Gazdasági és Monetáris Unió (European Monetary Union, EMU) keretein belül működő eurózóna.

## Az ERM-2
Az Európai Unió (EU) eurózónán kívüli tagországainak az árfolyamrendszere az Európai árfolyam-mechanizmus (European Exchange Rate Mechanism, ERM vagy jelenlegi formájában ERM-2). Ehhez azok az új EU-tagok csatlakoznak, amelyek még nem vezették be az eurót (kivéve három régi tag: Dánia, amely már 1999 óta tagja az ERM-2 rendszernek, illetve két ország, amelyek eddig nem kívánták bevezetni az eurót: az Egyesült Királyság - akik már nem tagjai az EU-nak - és Svédország).
Az ERM-2 30% széles lebegési sávot jelent a tagdeviza számára egy középparitás körül, amelyet a csatlakozáskor állapítanak meg. Az ERM-2-höz olyan országok csatlakozhatnak, amelyek teljesítik az euró bevezetésének maastrichti kritériumait. Az euró bevezetése előtt legalább két évet kell eltölteni az ERM-2-ben „szélsőséges árfolyam-ingadozás nélkül”, ami nincs pontosan definiálva, de az EU és az Európai Központi Bank hivatalnokainak nyilatkozatai szerint azt jelenti, hogy nem következhet be a deviza jelentős leértékelődése, felértékelődés viszont lehetséges.

## A magyar árfolyamrendszer
Magyarországon 2008. február 26-ától a forint szabadon lebeg. Ez a korábbi sávos árfolyamrendszert váltotta fel.
Magyarország 2001-ben az ERM-2 árfolyamsávjával megegyező, a központi paritás körül felfelé és lefelé is 15 százalékos árfolyammozgást megengedő sávot vezetett be, abban a reményben, hogy néhány éven belül teljesíti az euró belépési kritériumait, csatlakozik az ERM-2-höz, majd az eurózónához. Az ezt követő években azonban megfordult a magyar euró konvergencia, a gazdasági mutatók romlása miatt az ország távol került az euró bevezetésétől. Ebben az új környezetben számos bírálat érte a forint árfolyamrendszerét, az utóbbi években a Nemzetközi Valutaalap többször is sürgette, hogy Magyarország térjen át a szabad lebegtetés árfolyamrendszerére és 2007 márciusában ugyanezt javasolták magyar közgazdászok is.
Az árfolyamsáv alkalmazásának hátrányai Magyarországon már 2003-ban kitűntek: egy év alatt három árfolyamválság söpört végig a gazdaságon, miután a Magyar Nemzeti Bank és a kormány közös inflációs célkövető rendszerében kitűzött inflációs célok a megnövekedett államháztartási hiány inflációs hatásai miatt ellentétbe kerültek a sáv erős széle jelentette árfolyamkorláttal, és ez a feloldásra váró konfliktus jelentős spekulációt generált a forint pénzügyi piacain.
A 2002-ben hatalomra került, Medgyessy Péter vezette kormány a gyenge forint politikáját követte a magyar exportőrök védelmének jelszavával és ezért mereven elzárkózott az elől, hogy megszűnjék a forint erősödését gátló árfolyamkorlát. Miután azonban 2007 márciusában a kormánypártok által politikai ellenfélnek tekintett Járai Zsigmondot Simor András váltotta a jegybankelnöki székben, a forint pénzügyi piacain spekuláció kezdődött arra, hogy Gyurcsány Ferenc miniszterelnök a forint szabad lebegtetésére való áttérésről egyezhet meg az új jegybankelnökkel.
A szabad lebegtetésre való áttérésről szóló MNB-kormány döntést 2008. február 25-én jelentette be a jegybank, a sáv eltörléséről szóló korábbi spekulációk ellenére meglepve a pénzügyi piacokat.
A magyar forint rugalmas árfolyamrendszerben, szabadon lebeg, 2008. február 26-a óta. Ez a korábbi sávos árfolyamrendszert váltotta fel, ami a rugalmas és a rögzített rendszerek tulajdonságait egyaránt mutató köztes árfolyamrendszer volt (de közelebb állt a rugalmas típushoz).
A Magyar Nemzeti Bankról szóló 2001. évi LVIII. törvény szerint az árfolyamrendszer megválasztása tekintetében a kormány az MNB-vel egyetértésben dönt, azaz bármilyen változtatáshoz egyetértésükre van szükség.
A korábbi, 2001-ben bevezetett árfolyamrendszer az euró bevezetésének előszobáját jelentő ERM-2 árfolyamrendszerhez állt közel, pont ezért alkalmazták. A bevezetése utáni években azonban Magyarországot a kormány gazdaságpolitikai hibái szinte beláthatatlan távolságra sodorták az euró bevezetésétől. A sávos rendszer megakadályozta a forint nominális felértékelődését, fontos eszközétől fosztva meg a Magyar Nemzeti Bankot az infláció elleni küzdelemben. A döntéshozók ezért léptek vissza egy az euró bevezetésétől távolabbi, de a monetáris politikát nem zavaró rendszerhez, amelyet egyébként a régió más államai ekkor már sok éve alkalmaztak. (A korábbi „rossz tanuló”, de a 2000-es évek első felében gazdasági mutatóit jobban rendben tartó Szlovákia azonban ekkor már ellenkező irányba haladt: belépett az ERM-2 árfolyamrendszerbe és 2009-ben bevezette az eurót.)

### Köztes rendszer
A korábbi, köztes rendszerben a forint szabadon lebeg egy árfolyamsávon belül (sávos árfolyamrendszer), amelynek kiterjedése az erősebb és gyengébb irányban 15% egy az euró ellenében rögzített középparitás körül (tehát összesen 30%). A középparitás a sáv 2003. június 4-ei „eltolása” óta 282,36 forint az euró ellen, „erős” széle 240,01, „gyenge” széle 324,71 forint. (Korábban, a 30%-os sáv 2001. május 4-i bevezetésétől a középparitás 276,1 forint volt.)
Az árfolyam rögzített abban az értelemben, hogy nem erősödhet túl a sáv „erős” szélén (mert itt a Magyar Nemzeti Bank törvényi kötelezettségének megfelelően forintot ad el) és nem gyengülhet túl a sáv „gyenge” szélén (mert itt az MNB devizát ad el az ország devizatartalékából).
Rugalmas abban az értelemben, hogy egy viszonylag széles sávban szabadon, a piac kínálati és keresleti viszonyainak megfelelően mozoghat. A sáv széles, hiszen az árfolyamsávot alkalmazó rendszerekben a sáv gyakran jóval szűkebb. A forint árfolyamsávja például 2001-ig 4,5% volt (a középparitás körül 2,25%).
A valóságban a gazdaságpolitika és a monetáris politika irányítói számára legtöbbször a széles sávot alkalmazó rendszerekben sem mindegy, hol tartózkodik az árfolyam, hiszen nagy változásai jelentős hatással járhatnak az export-import árakra, ezeken keresztül pedig a gazdaság versenyképességére és a belföldi inflációra (a leegyszerűsített alapösszefüggés az, hogy az erősebb forint importösztönző, exportvisszafogó, a versenyképességet csökkentő, ugyanakkor mérsékli az inflációt). Ezért előfordul, hogy akkor is megpróbálják szóbeli intervencióval, illetve devizavétellel, vagy -eladással befolyásolni az árfolyamot, ha az nem érte el az árfolyamsáv szélét. Erre Magyarországon is gyakran volt példa a 30%-os sáv bevezetése utáni három esztendőben, különösen 2003-ban, később azonban nem.

#### Az egyszeri leértékelések
A magyar piacgazdasági átmenet kezdetén jelentősek voltak az inflációs- és bérfeszültségek, törékeny a termelékenység növekedése és a külső fizetési egyenleg és gyenge a gazdaságpolitikába vetett bizalom. Szapáry György és Jakab M. Zoltán tanulmánya  szerint az ország mindezek miatt nem engedhette meg magának, hogy egy erősebb valutához rögzítse a forintot és szüksége volt a forint leértékelésével megoldható árfolyamkiigazításra.
„A másik megoldást a forint szabad vagy piszkos lebegtetése képezhette volna, ám ez a nominális változók hosszú alkalmazkodási ideje miatt a reálárfolyam nagyfokú ingadozásának kockázatát hordozta volna magában, ennek hatásait azonban a külkereskedelem és a nemzetközi fizetési forgalom liberalizációja és a többi reform idején rendkívül nehezen lehetett volna előrejelezni. A vállalati szektor képtelen lett volna potenciálisan nagy árfolyamkockázatának lefedezésére, hiszen még nem léteztek a devizaárfolyam-kockázatok kezelésének olyan, hatékony intézményi keretei, mint a határidős tőzsdék, vagy a bankközi forward devizapiac” – írták a közgazdászok.
Mindezek miatt köztes megoldást alkalmaztak: 1990 februárjától a későbbiekben változó összetételű valutakosárhoz rögzítették a forintot, de a kosárhoz képest előre be nem jelentett módon és mértékben 1995 márciusáig 23 alkalommal leértékelték.
A leértékelések a versenyképesség karbantartását voltak hivatva szolgálni, mivel a magyar infláció magasabb volt a kereskedelmi partnerek inflációjánál, ami a forint reálfelértékelődését és így a hazai árfolyampozíciók romlását eredményezte volna nominális leértékelések nélkül. A döntéshozóknak ugyanakkor arra is vigyázniuk kellett, nehogy az importárukat drágító leértékelésekkel túl sok inflációt gerjesszenek. A két cél közt egyensúlyozó árfolyampolitika eredménye az lett, hogy a leértékelések nem egyensúlyozták teljesen a reálfelértékelődést, és ez az évtized közepéhez közeledve hozzájárult a folyó fizetési mérleg romlásához egy egyébként is kedvezőtlen gazdasági környezetben, miközben a gazdaságpolitikai döntéshozók az államháztartási hiányt is hatalmasra duzzasztották. 1995 elejére a magyar gazdaság a válság szélére jutott. Bár ebben az árfolyampolitikának csekély szerepe volt, nyilvánvalóvá vált az addig követett árfolyamrendszer alkalmatlansága céljainak elérésére.

#### A csúszó árfolyamrendszer
A csúszó leértékelés rendszerét 1995. március 13-án vezették be, egyidejűleg egy nagy, kilenc százalékos egyszeri leértékeléssel, a Bokros-csomag néven ismertté vált, az azonnali válság veszélyét elhárító kiigazító intézkedéssorozat részeként. Előre bejelentették a forint 1995 júniusáig érvényben lévő havi 1,9%-os és az 1995 júliusa és
decembere között érvényes havi 1,3%-os leértékelési ütemét. Praktikusan a forint – pontosabban 4,5% széles árfolyamsávja – nem havonta, hanem munkanaponként értékelődött le az előre bejelentett ütemben. A havi leértékelési mértékről a továbbiakban a kormány és az MNB közösen döntött és ez a mérték a rendszer 2001. október 1-jei megszüntetéséig fokozatosan havi 0,2%-ra csökkent.
A csúszó árfolyamrendszer kiszámíthatóbb volt a korábbi egyszeri leértékelésnél: a nominális horgony szerepét töltötte be a forint árfolyama számára, ugyanakkor biztosította a versenyképesség fennmaradásához szükséges leértékeléseket is. Rögzített árfolyamként hitelesnek bizonyult, amihez az együttműködő költségvetési politika is hozzájárult. Mindezek eredményeképp csökkent a folyó fizetési mérleg hiánya, évi 4-5%-kal mérséklődött az infláció, miközben a szűk sávon belül még külső sokkok idején is rendkívül stabil volt a forint árfolyama. Ez utóbbit a fejlett piaci kamatokhoz képest magas hazai jegybanki kamat biztosította. A forintot valójában szinte a csúszó árfolyamrendszer fenntartásának egész ideje alatt az árfolyamsáv erős széléhez nyomta, illetve közelében tartotta a külföldi tőke – ahogy Surányi György jegybankelnök többször nevezte: „forró tőke” – beáramlása.
Az ezredfordulóra azonban a csúszó árfolyamrendszer "tartalékai" kimerültek: a forró tőke beáramlása folyamatosan azzal a veszéllyel járt, hogy egy külső vagy belső sokk esetén kimenekülhet, villámgyorsan a szűk sáv szélére szorítva a forintot és a devizatartalék eladására, vagy az árfolyamrendszer feladására kényszeríti a magyar gazdaságpolitikai vezetést. Az ország gazdasága gyorsan növekedett, a versenyképesség nem szorult a leértékelések segítségére, a sáv erős széle jelentette árfolyamkorlát ugyanakkor gátolta a forint felértékelődését, ami az infláció további leszorítását tette volna lehetővé. 2000-re az infláció 10% körül ragadt be. A magyar pénzügyi piacok ugyanakkor lassan éretté váltak a külföldi tőkeáramlások teljes liberalizálására, azaz a forint teljes konvertibilitására, az egy évnél rövidebb távú állampapírbefektetéseket azonban még mindig nem engedélyezték a külföldiek számára és a teljes nyitáshoz rugalmasabb árfolyamrendszer illett volna.
Mindezek miatt Surányi javaslatot tett az Orbán Viktor vezette kormánynak egy rugalmasabb rendszer bevezetésére, ezt azonban ekkor még a kormány korainak tartotta. Az árfolyamrendszer leváltására és a teljes tőkepiaci liberalizációra csak 2001 tavaszán került sor, miután a pénzügyminiszter, Járai Zsigmond váltotta Surányit a jegybankelnöki székben. A magyar politikai és közgazdasági kultúra számára túl nagy próbatételnek bizonyult, hogy a váltás egy volt Fidesz-politikus nevéhez kötődött: az árfolyammal összefüggő kérdések, a monetáris politika és a független jegybank ügyei a következő évekre a pártpolitikai összecsapások kereszttüzébe kerültek, ami hozzájárult a higgadt szakmai diskurzus háttérbe szorulásához.

#### A széles árfolyamsáv
Az árfolyamsáv +/-2,25%-ról +/-15%-ra szélesítéséről 2001. május 3-án döntött a kormánnyal egyetértésben a Magyar Nemzeti Bank jegybanktanácsa, másnapi hatállyal. A döntés a magyar tőkepiacok teljes liberalizációjának bevezető lépése volt.

### Vita a változásról
2007. március elején Hamecz István, az MNB frissen távozott, népszerű fő közgazdásza felvetette, hogy az árfolyamsáv fenntartásának nincs értelme. Már beszédét megelőzően a devizapiacokon spekuláció kezdődött arról, hogy a március 3-án hivatalba lépő új MNB-elnök, Simor András a sáv eltörléséről és a szabad lebegés rendszerére való áttérésről egyezhet meg a kormánnyal. Sajtójelentésekből ezekben a hetekben kiderült, hogy az elmúlt években a Járai Zsigmond vezette MNB többször is javaslatot tett erre, a kormány azonban elutasította.
A szocialista-SZDSZ kormány köreiben rendkívül népszerűtlen korábbi jobboldali pénzügyminiszter Járaival szemben Simort azonban Gyurcsány Ferenc szocialista kormányfő jelölte hivatalára, a kormányzati körökben pedig az elmúlt években jelentősen csökkent az ellenállás „az erős forint politikájával” szemben, amelyet Medgyessy Péter 2004-ben távozott szocialista kormányfő még az előző, konzervatív kormánnyal azonosított. Járai Zsigmond többször is nyilvánosan beismerte, hogy 2001-ben eleve szabadon kellett volna lebegteni a forintot az árfolyamsáv bevezetése helyett, ami már 2003-ban problémákhoz vezetett. 2001-ben azonban még 2007-re tették az euró magyar bevezetését és ekkor még nem lehetett előrelátni, hogy a következő években elszalad az államháztartás hiánya, inflációs nyomást és árfolyamválságokat előidézve.
A sáveltörlésre vonatkozó spekuláció erősödött és a sáv szélének közelébe tolta a forintot március második felében, miután Szlovákia jelentősen felértékelte a korona árfolyamsávjának középparitását. Simor András nyilatkozataiban elismerte, hogy a jövőben elméletileg összeütközésbe kerülhet egymással a jegybank inflációs célja és az árfolyamsáv erős széle által képzett árfolyamcél, azt is elmondta ugyanakkor, hogy ez az ellentmondás egyelőre nem áll fenn, a kormány továbbra is ellenzi a sáv eltörlését és hogy ez a lépés nincs napirenden. A pénzügyi piacokon a következő majdnem egy évben azonban változó hangerővel, de tartotta magát az a vélekedés, hogy a sáv eltörlésére valamikor a jövőben, és talán nem is évek elteltével, sor kerül.